# The Forgotten King
The Forgotten King é um filme de 2013 ambientado na Geórgia no início do século XII. O filme quebrou o recorde mundial de produção em 105 minutos, usando quadro contínuo. Foi dirigido por Nikoloz Khomasuridze.

## Elenco
- Misha Arobelidze - Soldado soviético #2
- Kakha Abuashvili - Soldado soviético #4
- Temo Barbaqadze - Lavrenti Beria
- Elguja Burduli -  Shota Rustaveli